# Młodzież BNF
Młodzież BFL (Młodzież Białoruskiego Frontu Ludowego, biał. Моладзь БНФ, Моладзь Беларускага Народнага Фронта) – młodzieżówka Białoruskiego Frontu Ludowego.
Młodzież BFL została utworzona z inicjatywy młodych działaczy BFL przez Sejm BFL w 2005 roku. Jej pierwszym przewodniczącym był Aleś Kalita. W 2008 roku jego zastąpił Franciszak Wiaczorka, który w 2009 został powołany do czynnej służby wojskowej. W 2009 roku na przewodniczącego został wybrany Andrej Kreczka. W latach 2012–2015 organizacja praktycznie nie działała z powodu represji politycznych. Od roku 2015 zaczyna się odrodzenie organizacji; w sierpniu 2015 pełniącym obowiązki przewodniczącego zostaje Juryj Łukaszewicz. Na VI Zjeździe Młodzieży BFL 9 października 2016 roku J. Łukaszewicza wybrano przewodniczącym. Na kolejnym zjeździe w grudniu 2017 roku na przewodniczącą obrano Hannę Smilewicz.
Młodzież BFL ma umowy partnerskie z organizacjami młodzieżowymi Litwy, Polski (Forum Młodych PiS), Szwecji, Szwajcarii i Ukrainy. Należy do Europejskich Młodych Konserwatystów (European Young Conservatives).
Młodzież BFL organizowała szereg kampanii społecznych. Podczas wyborów prezydenckich 2010 roku organizacja brała aktywny udział w kampanii kandydata BFL Ryhora Kastusiowa. Młodzież BFL brała również aktywny udział w kampanii kandydatów BFL podczas wyborów parlamentarnych na Białorusi w roku 2016.
Aktywiści organizacji wielokrotnie cierpieli prześladowania ze strony władz białoruskich. Niektórzy z nich, w tym Franciszak Wiaczorka, zostali relegowani ze studiów uniwersyteckich z powodów politycznych.
Młodzież BFL zrzesza osoby w wieku od 14 do 30 lat. Celem organizacji jest konsolidacja młodzieży białoruskiej wokół wartości takich jak wolność, niepodległość, odrodzenie narodowe i demokracja.
Symbolem organizacji jest Feniks. Symbolami nieoficjalnymi są herb Jagiellonów oraz słupy Giedymina.